# サーレム・アル＝ケトビー

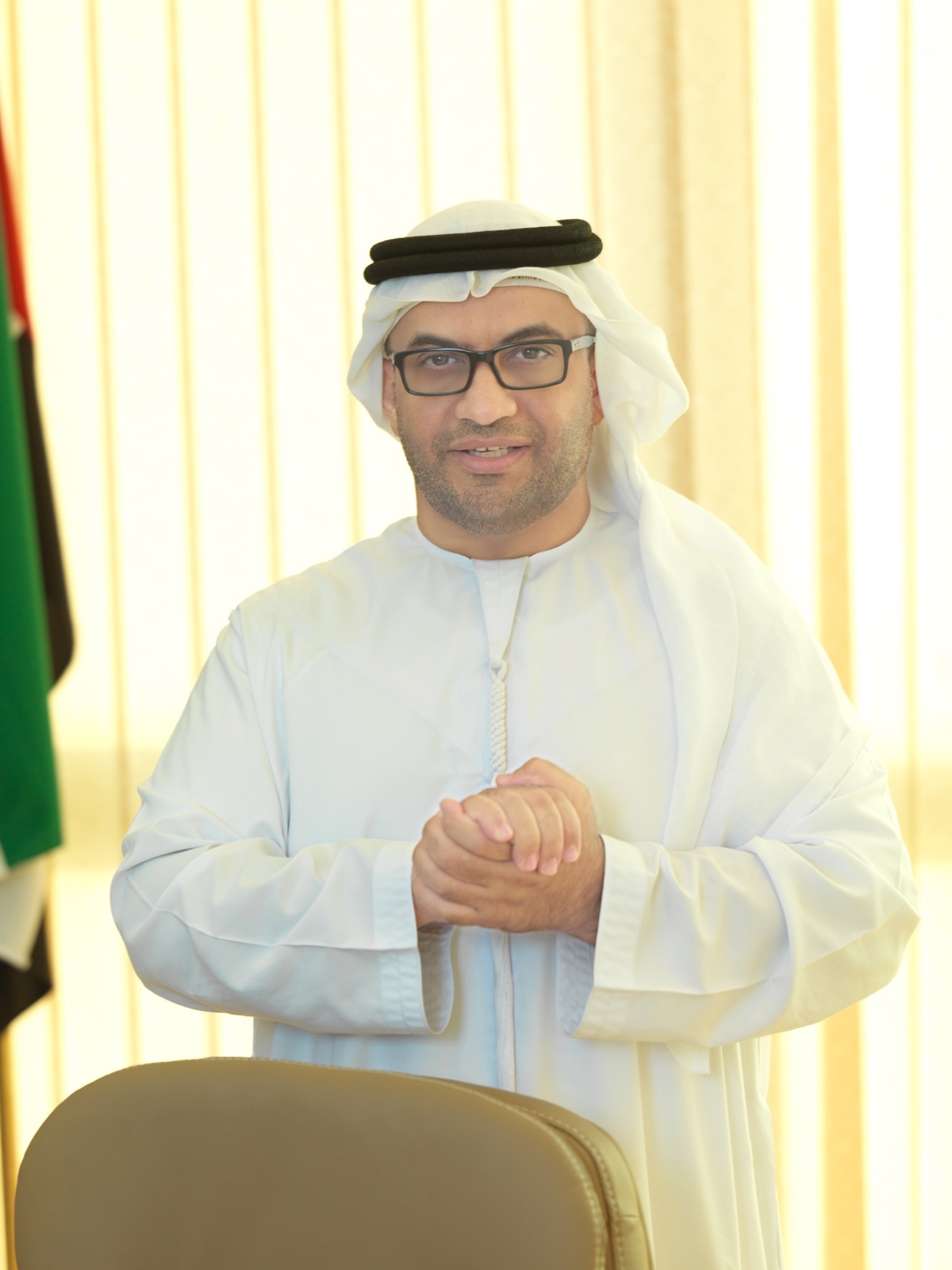
サーレム・アル＝ケトビ (2019)

サーレム・アル＝ケトビ (アラビア語: سالم الكتبي、Salem Al Ketbi) は、アラブ首長国連邦の政治アナリスト。 アル＝アラビーヤと特定の研究センターのために、アラブ首長国連邦の国家安全保障、イランの外交政策、テロ組織、過激派グループについて書いている。
アル＝ケトビは、カサブランカのハッサン2世大学法学部経済社会学部から公法と政治学の博士号を取得している。